# 单斑裸颊鲷
单斑裸颊鲷（学名：Lethrinus harak），又稱單斑龍占，为裸颊鲷科裸颊鲷属的鱼类，俗名单斑龙占。分布于台湾东港等。该物种的模式产地在红海。

## 特徵
單斑龍占魚體長而呈橢圓形。吻中短而略鈍，吻上緣與上頜間的角度為60°-70°。眼間隔凸起或幾平坦。眼睛大，位於頭背側。兩頜具犬齒及絨毛狀齒，後方側齒呈圓形或臼齒狀；上頜骨上緣平滑或稍呈鋸齒狀。頰部無鱗，胸鰭基部內側具鱗，側線鱗數46-47:側線上鱗列數4.5-5.5(大部分為5.5)；側線下鱗列數13-14。背鰭單一，不具深刻。尾鰭分叉，兩葉先端尖型。體背側綠褐色或灰色。

## 生態
單斑龍占主要棲息於沿岸珊瑚礁、岩礁外緣、沼澤、紅樹林或海藻床的砂泥地。主要分布的深度在5-20公尺。獨居或成小群活動。主要以軟體動物、甲殼類及小魚為食。

## 分布
單斑龍占分布於印度到西太平洋，西起東非、紅海，東至薩摩亞，北至日本南部，南至澳洲北部。台灣分布於南部、西部及小琉球海域。

## 利用
單斑龍占一般以延繩釣、一支釣或底拖網等方式捕獲，全年都可以捕撈到，尤其夏天特別多。屬於中型食用魚種，小魚可供觀賞。